# 杉田胜彦
杉田胜彦（日语：／ Sugita Katsuhiko，1946年5月8日—），宫崎县出身，日本前男子篮球运动员，毕业于大阪商业大学。他曾代表日本国家队参加1972年夏季奥运会男子篮球比赛，获得第十四名。